# Purara
Koordinati:   43°41′51″N, 15°26′14″E
Purara je nenaseljen otoček v Jadranskem morju. Pripada Hrvaški.
Purara leži v  Narodnem parku Kornati v  skupini Purare (več otočkov in čeri) južno Kamenega Žakana. Površina največjega otočka v skupini meri  0,027 km², dolžina obale je 0,85 km. Najvišji vrh je visok 30 mnm.
Otoček Purara je posebej zavarovano območje – znotraj Narodnega parka Kornati - kot ornitološki in rastlinski naravni rezervat.